# Shinji Ogawa
Pour les articles homonymes, voir Ogawa.
Shinji Ogawa (小川 真司, Ogawa Shinji), né Haruhiko Ogawa (小川 治彦, Ogawa Haruhiko) le 19 février 1941 à Setagaya et mort le 7 mars 2015, est un seiyū et acteur. Il travaillait pour Office Osawa.

## Rôles

### Drama
- Mito Kōmon (1970–1979) : Kazuma, Tasuke, Takichi, etc.
- Ōoka Echizen (1971, 1974) : Kyutarō, Shichinosuke
- Edo o Kiru (1977) : Ninzaburō
- Fumō Chitai (1979) : Itokawa
- Tokugawa Yoshinobu (1998) : Hashimoto Saneyana

### Série d'animation
- Saint Seiya : Père de Syd et Bud (Guerriers divins d'Odin (Saint Seiya) )
- La Rose de Versailles (1979) : Bard
- Dragon Ball (1986) : Chin Taiken
- Saint Seiya (1986) : Père de Shido
- Legend of the Century's End Savior: Fist of the North Star 2 (1987) : Hyō
- Mobile Police Patlabor (1989) : Chef Fukushima
- Reign: The Conqueror (1999) : Narrateur, Pythagoras
- Glass Fleet (2006) : Gawain
- Witchblade (2006) : Tatsuoki Furumizu
- Nodame Cantabile (2007) : Maestro Franz von Stresemann
- Eden of the East (2009) : Hajime Hiura
- Yu-Gi-Oh! Zexal (2012) : Dr. Faker
- Space Battleship Yamato 2199 (2013) : Heikurō Tōdō
- Aldnoah.Zero (2014) : Rayregalia Vers Rayvers
- Futsū no Joshikōsei ga Locodol Yattemita (2014)
- Ping Pong (2014) : Ryū Kazama
- Aldnoah.Zero 2 (2015) : Rayregalia Vers Rayvers

### OAV
- Black Magic (1987) : Lt. Commander Arthur
- Dragon Ball Z : Le Plan d'anéantissement des Saïyens : Docteur Raichi
- Blue Submarine No.6 (1998) : Nobo
- Mobile Suit Gundam Unicorn (2010) : Ronan Marcenas
- Dareka no manazashi (2013) : père, Kouji Okamura

### Film d'animation
- Patlabor: The Movie (1989) : Chef Fukushima
- Roujin Z (1991) : Terada
- Ghost in the Shell (1995) : Diplomat
- Crayon Shin-chan: Explosion! The Hot Spring's Feel Good Final Battle (1997) : Kusatsu
- Détective Conan : Le Requiem des détectives (2006) : Detective Toyama
- Junod (2010) : Douglas MacArthur
- Berserk: Golden Age Arc III (2013) : Void